# John Wick: Kapitel 4
John Wick: Kapitel 4 ist ein US-amerikanischer Actionfilm von Regisseur Chad Stahelski, der am 23. März 2023 in die deutschen und am darauffolgenden Tag in die US-amerikanischen Kinos kam. Es handelt sich um eine Fortsetzung zu John Wick: Kapitel 3 (2019) und um den insgesamt vierten Teil innerhalb der John-Wick-Reihe, in dem Keanu Reeves erneut die titelgebende Hauptfigur verkörpert.

## Handlung
Einige Zeit nachdem John Wick vom Bowery King vor dem Tod gerettet wurde, konnte er seinen Körper regenerieren und seine Fähigkeiten weiter trainieren. Auf Rache gegen die Hohe Kammer gesinnt, sucht er in der Wüste Jordaniens den Ältesten auf und bringt ihn um. Dieser Mord ruft den Marquis Vincent de Gramont auf den Plan, der gegenüber der Hohen Kammer Johns Tod verspricht und daraufhin sämtliche Freiheiten und Befugnisse erhält. Der Marquis rekrutiert den blinden Auftragsmörder Caine, einen ehemaligen Weggefährten und Freund von John, der diesen für die Hohe Kammer ausschalten soll, wenn ihm das Leben seiner Tochter Mia am Herzen liegt. Ebenso zerstört der Marquis das Continental Hotel in New York City, exkommuniziert den Manager Winston und erschießt den Concierge Charon, um seine Entschlossenheit gegenüber den Verbündeten von Wick zu demonstrieren.
John Wick konnte unterdessen im Continental Hotel von Osaka, das von seinem alten Freund Koji Shimazu geleitet wird, Zuflucht finden. Als die Streitkräfte der Hohen Kammer die Auslieferung des abtrünnigen Profikillers fordern, sich Koji dieser Forderung allerdings verweigert, wird auch das japanische Hotel säkularisiert. Es kommt zum Kampf zwischen beiden Parteien, bei dem John auch auf Caine trifft. Der schwer verwundete Koji gewährt John eine Fluchtmöglichkeit, ehe er vor den Augen seiner Tochter Akira von Caine umgebracht wird.
Um die Spur von John nicht zu verlieren, verbündet sich der Marquis gegen ein Kopfgeld mit einem Tracker, der den Flüchtigen aufspüren soll. John wurde unterdessen durch Winston auf einen möglichen Ausweg für seinen aussichtslosen Kampf gegen den Marquis gebracht: ein rituelles Duell, bei dem ein Mann sterben muss, während dem anderen die Freiheit gewährt wird. Da John ohne seine Zugehörigkeit zur Organisation Ruska Roma diesen Vorschlag allerdings nicht in der Hohen Kammer vorbringen kann, reist er nach Berlin, um in seine ehemalige Familie wieder aufgenommen zu werden.
Katia, die Vorsitzende der Ruska Roma, stellt John eine Rückkehr in Aussicht, sollte er den Mörder ihres Vaters zur Strecke bringen. Nach erfolgreicher Absolvierung des Auftrages wird John wieder in die Ruska Roma aufgenommen und sein Duell-Ersuchen der Hohen Kammer übermittelt. In Paris legt der Marquis als Austragungszeitpunkt den nächsten Sonnenaufgang fest und wählt Caine als Vertreter seinerseits. John hingegen wählt Winston als seinen Sekundanten, der im Falle seiner Niederlage ebenfalls erschossen würde, im Falle seines Sieges jedoch das Continental Hotel zurückerhalten soll.
Der Marquis möchte verhindern, dass es John überhaupt rechtzeitig zum Duell vor der Basilika Sacré-Cœur de Montmartre schafft, und erhöht das auf ihn ausgesetzte Kopfgeld. Mit einem kugelsicheren Anzug und neuen Waffen vom Bowery King ausgestattet, wird John in der darauffolgenden Nacht zum Ziel sämtlicher Pariser Auftragsmörder und Kopfgeldjäger. Letztendlich schafft er es nur durch die überraschende Hilfe von Caine und dem Tracker, den er zuvor im Kampf verschont und seinen Hund gerettet hatte, zum vereinbarten Treffpunkt. John und Caine treten im Pistolenduell gegeneinander an und verletzten sich gegenseitig. Als der Marquis glaubt, das Duell für sich entschieden zu haben, und für den Coup de Grâce an Caines Stelle tritt, offenbart Winston, dass John seinen Schuss noch nicht abgefeuert hat. John erschießt seinen Widersacher. Winston wird daraufhin rehabilitiert und erhält sein Continental Hotel zurück. John wird von allen Pflichten gegenüber der Hohen Kammer freigesprochen und bricht kurz darauf auf den Stufen vor Sacré-Cœur zusammen. Ein Grabstein, den Winston und der Bowery King später besuchen, legt nahe, dass John seinen schweren Verletzungen erlegen ist.
In einer Post-Credit-Szene wird Caine von Akira aufgesucht, die Rache für den Mord an ihrem Vater nehmen möchte.

## Produktion

### Entstehung und Besetzung
Bereits im Dezember 2018 zeigte sich Chad Stahelski offen, einen weiteren John-Wick-Film zu drehen, sofern dem Publikum der dritte Teil gefalle. Als John Wick: Kapitel 3 im Mai 2019 bereits wenige Tage nach dem US-Kinostart das Einspielergebnis seiner beiden Vorgänger übertreffen konnte, kündigte Lionsgate umgehend einen vierten Teil mit Keanu Reeves in der Hauptrolle an. Dieser wurde erneut von Stahelski inszeniert und sollte ursprünglich 2021 in den US-amerikanischen Kinos anlaufen. Stahelski verriet bereits kurze Zeit später, dass es zwischen dem dritten und vierten Teil einen Zeitsprung geben werde, da die ersten drei Filme innerhalb eines knappen Monats spielen und man John Wick in dieser Zeit „so weit an die Grenze gebracht [hat], wie es nur möglich ist“. Im Gegensatz zu den drei Vorgängerfilmen wurde das Drehbuch nach einer Entscheidung seitens Lionsgate allerdings nicht von Derek Kolstad geschrieben. Stattdessen waren verschiedene andere Autoren tätig, wobei der finale Entwurf von Michael Finch und Shay Hatten stammt.
Zu den wiederkehrenden Darstellern aus vorherigen Filmen zählen Ian McShane als Continental-Manager Winston Scott, Lance Reddick als Concierge Charon, Laurence Fishburne als Obdachlosenanführer Der Bowery King und Bridget Moynahan als Helen Wick. Als Neuzugänge schlossen sich Donnie Yen als blinder Auftragsmörder Caine, Bill Skarsgård als Hohe-Kammer-Abgesandter Marquis Vincent de Gramont, Shamier Anderson als ein Tracker, Clancy Brown als ein Hohe-Kammer-Bote, Marko Zaror als der Marquis-Gefolgsmann Chidi, Hiroyuki Sanada als japanischer Continental-Manager Koji Shimazu, Rina Sawayama als dessen Tochter Akira, Scott Adkins als deutscher Unterweltsboss Killa Harkan und Natalia Tena als Ruska-Roma-Vorsteherin Katia Javanavič der Besetzung an. Darüber hinaus übernahm George Georgiou die Rolle des Ältesten, der im Vorgängerfilm noch von Saïd Taghmaoui verkörpert wurde. Yen gab über seinen Charakter an, dass er im Zuge der Vorproduktion seine zunächst stereotypisch asiatisch angelegte Figur in Bezug auf Namen und Auftreten abändern und stattdessen als eine Hommage an Bruce Lee anlegen konnte. Adkins’ Figur erforderte das Tragen eines Fettanzugs, weshalb er seinen Kampfstil an Mike Tyson anlehnte.
Im Film wird die Figur des Concierge Charon erschossen. Der Schauspieler Lance Reddick, der diese Rolle verkörperte, starb wenige Tage vor Kinostart des Films.

### Dreharbeiten

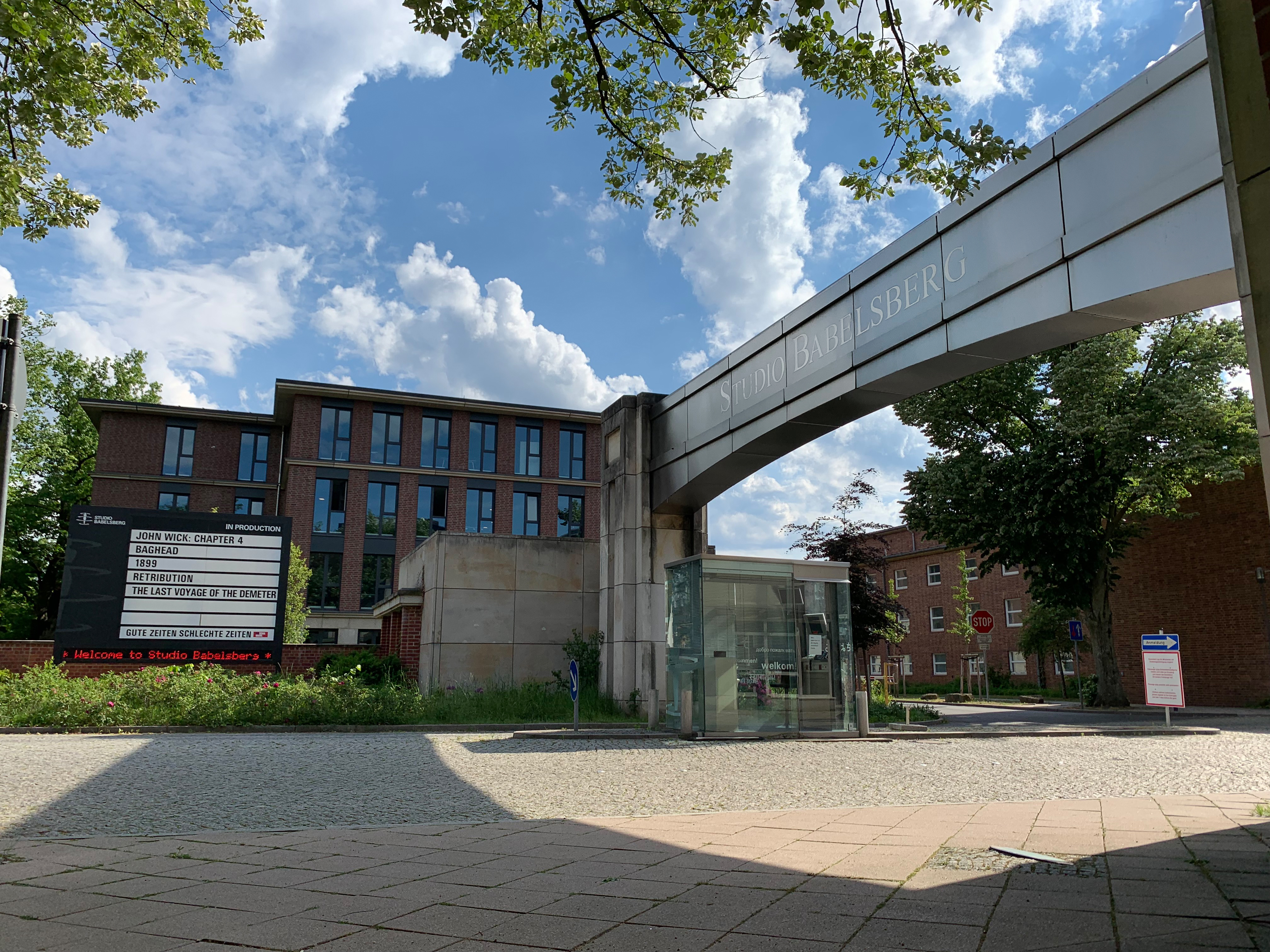
Produktionstafel am Haupteingang von Studio Babelsberg

Im Dezember 2019 begann Hauptdarsteller Keanu Reeves in Vorbereitung auf die Filmaufnahmen zu John Wick: Kapitel 4 und Matrix Resurrections nahe Los Angeles mit Gun-Fu-Training. Innerhalb einer zwölfwöchigen Vorbereitungszeit erlernte er darüber hinaus den Umgang mit Nunchakus, das Driften mit Muscle-Cars und weitere Fähigkeiten in Judo und Jiu Jitsu.
Die Dreharbeiten mit Kameramann Dan Laustsen begannen am 28. Juni 2021 im Studio Babelsberg in Potsdam. Aufnahmen in Berlin entstanden unter anderem am Gendarmenmarkt, in der Herz-Jesu-Kirche, am Brandenburger Tor, im Kraftwerk und im ICC. Im Anschluss wurde die Produktion mit einer zweiwöchigen Verzögerung nach Paris verlagert, wo zwischen dem 1. Oktober und 5. November gefilmt wurde. Zu den Drehorten in der französischen Hauptstadt zählten Touristenattraktionen wie die Basilika Sacré-Cœur de Montmartre, der Arc de Triomphe, der Louvre, der Eiffelturm, die Opéra Garnier, der Jardin du Luxembourg und die Pfarrkirche Saint-Eustache. Die Verfolgungsjagd auf dem zentralen Place Charles de Gaulle wurde tatsächlich auf dem stillgelegten Flughafen Berlin-Tegel gedreht, da man für den Kreisverkehr keine Drehgenehmigung erhalten hatte. Seitens verschiedener Produktionsmitglieder wurde der Dreh in Paris im Nachhinein als chaotisch beschrieben, da sich Regisseur Chad Stahelski oft erst spontan für einzelne Drehorte entschieden und dadurch die Kommunikation mit den lokalen Behörden sowie die Logistik erschwert haben soll. Weitere Aufnahmen entstanden im jordanischen Wadi Rum sowie in Tokio, Osaka und Utah. Im November 2021 wurden die Filmaufnahmen abgeschlossen. Weitere Nachdrehs erfolgten im Februar 2022 in New York City, so unter anderem im Four Freedoms Park auf Roosevelt Island. Kameramann Laustsen gab an, insgesamt 18 Wochen lang bei Nacht gedreht zu haben.
Regisseur Stahelski griff für den vierten Teil auf nicht genutzte Elemente und Actionsequenzen aus John Wick: Kapitel 3 zurück und bediente sich unter anderem bei Samurai-Filmen von Sergio Leone oder dem Actionthriller Die Warriors als Inspirationsquelle. Ein überdurchschnittlich großer Anteil des auf 90 Millionen US-Dollar geschätzten Budgets entfiel dabei innerhalb der Vorproduktion auf die Einübung der Actionszenen mit den Stuntteams und Kameraleuten, wodurch der spätere Dreh allerdings erheblich schneller abgeschlossen werden konnte. So erfolgten die Filmaufnahmen am Arc de Triomphe innerhalb von zwei Wochen, bedurften allerdings einer viermonatigen Vorbereitungszeit. Dreharbeiten auf der Treppenstraße Rue Chappe nahe Sacré-Cœur erfolgten innerhalb von sieben Tagen, während die One-Shot-Szenen mit einer Dragon’s-Breath-Shotgun tatsächlich mit nur einer Einstellung gedreht, in der Postproduktion allerdings um visuelle Effekte ergänzt wurde. Für weitere Actionszenen kamen dressierte Hunde und Polizeipferde in Jordanien zum Einsatz. Im Zuge der Produktion wurden rund 45 Autos zerstört.
Der ursprüngliche Rohschnitt hatte eine Laufzeit von fast 230 Minuten, wurde für die finale Filmfassung von Filmeditor Nathan Orloff allerdings auf unter drei Stunden gekürzt. Neben ergänzendem Worldbuilding fielen dabei vor allem Teile der Actionszenen in Berlin und am Arc de Triomphe dem Schnitt zum Opfer. Auch ein alternatives Ende, bei dem John Wick am Schluss des Films lebendig zu sehen war, wurde aufgrund ablehnender Zuschauerreaktionen in Testvorführungen für die Kinofassung nicht genutzt.

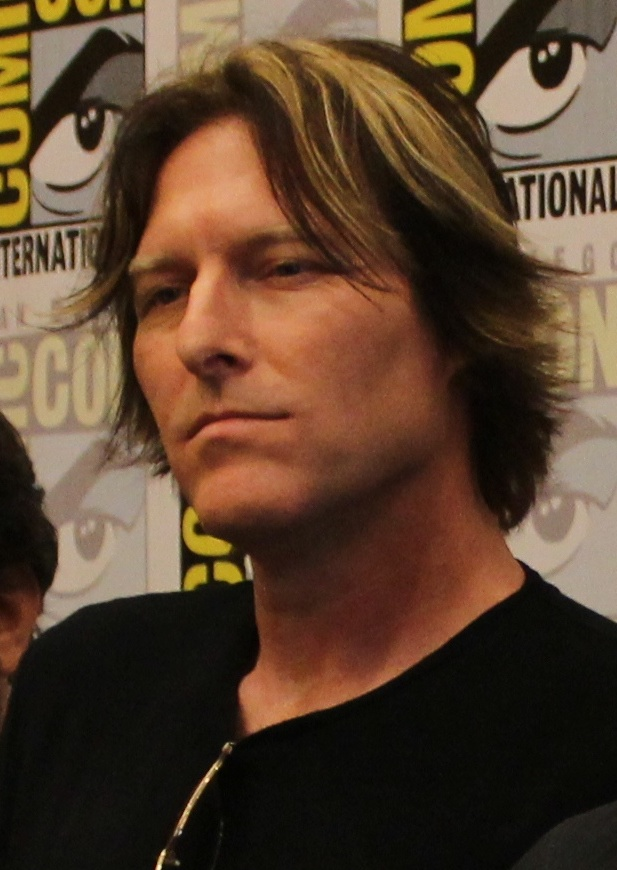
Komponist Tyler Bates

### Filmmusik
Für die Filmmusik waren wie bei allen drei Vorgängerfilmen Tyler Bates und Joel J. Richard verantwortlich. Beide vermischten erneut Einflüsse aus Martial-Arts-Filmen und der Rockmusik mit Synthesizern, E-Gitarren und Bässen, die von den zwei Komponisten selbst eingespielt wurden. Als Schlagzeuger bei den Aufnahmen fungierte Gil Sharone. Erstmals setzten Bates und Richard bei der Musik zu einem John-Wick-Film auch auf den Einsatz eines 72-köpfigen Orchesters aus Nashville, dass die klassische Rock-Ästhetik klanglich und harmonisch erweitern sollte. Insgesamt komponierten die beiden Musiker rund drei Stunden Filmmusik für John Wick: Kapitel 4 – mehr als für jeden der Vorgängerfilme.
Der 35 Musikstücke umfassende Soundtrack wurde am 24. März 2023 durch Lakeshore Records digital veröffentlicht. Zum Album zählen auch drei von Tyler Bates selbst geschriebene Songs, die im Kontrast zur restlichen EDM-Musik eher dem Garage Punk zuzuordnen sind. So nahm Bates’ eigene Tochter Lola Colette für den Film eine moderne Version des erstmals 1965 veröffentlichten Songs Nowhere to Run von Martha & the Vandellas auf. Daneben steuerte die US-amerikanische Metalcore-Band In This Moment das Lied I Would Die for You und die Darstellerin Rina Sawayama den Song Eye for an Eye zum Soundtrack bei. Ebenso wirkte der US-amerikanische DJ Le Castle Vania, ein langjähriger Kollaborateur von Bates und Richard, an einzelnen Tracks der Filmmusik mit. Vier seiner Songs wurden am 31. März 2023 als separate EP unter dem Titel Himmel und Hölle veröffentlicht.

### Veröffentlichung
Durch Setbilder wurde im Oktober 2021 der Arbeitstitel John Wick: Chapter 4 – Hagakure enthüllt. Ein erster Teaser wurde im April 2022 exklusiv auf der CinemaCon vorgestellt und im Juli 2022 im Rahmen der San Diego Comic Con ausgestrahlt. Der erste Trailer wurde am 10. November 2022 veröffentlicht; ein zweiter folgte am 16. Februar 2023. Die Weltpremiere erfolgte am 6. März 2023 in London, ehe der Film eine Woche später auch auf dem South-by-Southwest-Filmfestival in Austin, Texas vorgeführt wurde. John Wick: Kapitel 4 sollte ursprünglich am 21. Mai 2021 in die US-amerikanischen Kinos kommen. Im Zuge der COVID-19-Pandemie wurde der US-Starttermin allerdings zunächst auf den 27. Mai 2022 und später auf den 24. März 2023 verschoben. In Deutschland brachte Leonine John Wick: Kapitel 4 bereits am Tag zuvor in die Kinos.
In Russland erhielt John Wick: Kapitel 4 trotz des Überfalls auf die Ukraine und dem damit Verbundenen Rückzug großer Hollywood-Studios vom russischen Filmmarkt einen Kinostart. Lionsgate-Funktionär Joe Drake verteidigte diese Entscheidung dahingehend, dass der zuständige Filmverleih Unicorn Media Limited nicht zu den international sanktionierten Unternehmen gehöre. Man wolle die bestehenden Verträge über Veröffentlichungen in Russland daher erfüllen, da diese vor Beginn des Angriffskrieges abgeschlossen wurden, allerdings vorerst keine neuen abschließen. Eine Veröffentlichung der ungekürzten Schnittfassung in China soll am 14. März 2025 erfolgen, womit es sich um den ersten John-Wick-Film handelt, der von der Zensurbehörde freigegeben wurde.
Der digitale Heimkinostart erfolgte in den Vereinigten Staaten am 23. Mai 2023, ehe John Wick: Kapitel 4 ab dem 13. Juni 2023 auch auf DVD, Blu-ray und Ultra HD Blu-ray erhältlich war.

## Synchronisation
Die deutschsprachige Synchronisation entstand nach einem Dialogbuch von Tobias Neumann und unter der Dialogregie von Timmo Niesner bei RC Production. Aufgrund des Todes von Leon Boden erhielt Lance Reddick mit Oliver Siebeck einen neuen Synchronsprecher.
| Rolle                             | Darsteller         | Synchronsprecher     |
| --------------------------------- | ------------------ | -------------------- |
| Jonathan „John“ Wick              | Keanu Reeves       | Benjamin Völz        |
| Caine                             | Donnie Yen         | Viktor Neumann       |
| Marquis Vincent Bisset de Gramont | Bill Skarsgård     | Jeremias Koschorz    |
| Winston Scott                     | Ian McShane        | Klaus-Dieter Klebsch |
| Tracker / Herr Niemand            | Shamier Anderson   | Daniel Welbat        |
| Der Vorbote                       | Clancy Brown       | Oliver Stritzel      |
| Chidi                             | Marko Zaror        | Jaron Löwenberg      |
| Akira Shimazu                     | Rina Sawayama      | Franciska Friede     |
| Koji Shimazu                      | Hiroyuki Sanada    | Marcus Off           |
| Killa Harkan                      | Scott Adkins       | Jan-David Rönfeldt   |
| Katia Javanavič                   | Natalia Tena       | Katharina Spiering   |
| Der Bowery King                   | Laurence Fishburne | Tom Vogt             |
| Charon                            | Lance Reddick      | Oliver Siebeck       |
| Der Älteste                       | George Georgiou    | Robert Glatzeder     |

## Rezeption

### Altersfreigabe
In den Vereinigten Staaten erhielt der Film von der MPA aufgrund der allgegenwärtigen starken Gewalt und der Sprache ein R-Rating. In Deutschland erteilte die FSK keine Jugendfreigabe.

### Kritiken
Erste Kritikerstimmen fielen überwiegend positiv aus und bezeichneten John Wick: Kapitel 4 als episches Actionspektakel, das selbst eine fast dreistündige Laufzeit rechtfertige. Gelobt wurden neben der Kameraarbeit von Dan Laustsen und den großartigen Kulissen insbesondere die Darstellerriege rund um Donnie Yen, Hiroyuki Sanada, Rina Sawayama und Marko Zaror, auch wenn die Geschichte stellenweise als vollkommen unlogisch bezeichnet wurde.
John Wick: Kapitel 4 konnte 94 % der 372 bei Rotten Tomatoes gelisteten Kritiker überzeugen und erhielt dabei eine durchschnittliche Bewertung von 8,1 von 10 Punkten. Als zusammenfassendes Fazit zieht die Seite, die Fortsetzung liefere mehr von allem und beweise, dass Keanu Reeves nie genug Feinde mit seinem tödlichen Ballettstil erledigen könne. Bei Metacritic erhielt der Film basierend auf 58 Kritiken einen Metascore von 78 von 100 möglichen Punkten.
Als „reines, übertriebenes Actionspektakel“ beschreibt Frank Scheck vom Hollywood Reporter John Wick: Kapitel 4. Die Fortsetzung definiere die Maßstäbe des Actiongenres neu, sei größer, spektakulärer sowie länger als alle Vorgängerfilme und übertreffe diese in nahezu jedem Aspekt. Zwar würden die Fantasy- und Worldbuilding-Anteile innerhalb der Handlung vergleichsweise bedeutungslos erscheinen, die beeindruckend choreografierten und mit der Kamera eingefangenen Actionszenen seien aber sowieso das Herzstück des Films und der gesamten Reihe. Regisseur Chad Stahelski und sein Stuntteam würden sich erneut selbst übertreffen und unglaublich virtuose, komplizierte und lange Einstellungen abliefern, die zwar nahe am Overkill seien, in denen der Zuschauer allerdings nie die Übersicht verliere. Hauptdarsteller Keanu Reeves sei dabei vielleicht nicht der beste Schauspieler, verkörpere die eher physisch angelegte Rolle des John Wick abermals aber so perfekt, dass das Publikum durch die nur wenigen seiner Worte vollkommen mitgerissen werden könne. Auch sein Co-Star Donnie Yen liefere eine witzige und charismatische Leistung ab; ebenso mache Rina Sawayama Lust auf mehr.
Auch die Deutsche Presse-Agentur bezeichnet John Wick: Kapitel 4 als „Action-Knaller“, der trotz seiner fast dreistündigen Laufzeit durchweg die Spannung aufrechterhalten könne. Die raffiniert choreografierten Kampfsequenzen seien erwartungsgemäß das A und O des Films, wobei jede Szenen mit stilistischer Brillanz fessele. Inmitten der ganzen Action wirke Hauptdarsteller Keanu Reeves wie ein typischer Western-Held mit stoischem Gesichtsausdruck, der trotz seiner nahezu regungslosen Mimik Emotionen spiegeln und viel vom Inneren seiner Figur offenbaren könne. Auch die restliche Besetzung sei stargespickt, doch insbesondere Donnie Yen brilliere nicht nur durch seine Kampfkunst, sondern könne in nur wenigen Szenen auch glaubwürdig einen Persönlichkeitswandel vollführen. Trotz der Zelebrierung des Tötens werfe die Fortsetzung unterschwellig die Frage auf, ob dieses in Zeiten von „Schulmassakern, Attentaten und Terrorakten“ überhaupt noch zeitgemäß sei. Im „geradezu romantisch verklärten Finale“ zeige der Film daraufhin auch die Schattenseiten ebendieser Welt und lasse das Publikum mit einem cleveren Kniff in Ungewissheit über die Zukunft von John Wick zurück.
Enttäuscht zeigt sich hingegen Charles Bramesco vom Guardian, für den John Wick: Kapitel 4 zu lang und zu überladen sei. Der Film gehe dem fatalen Ansatz nach, dass größer immer gleich besser bedeuten würde, und so sei es fast schon witzig mitanzusehen, wie viel Zeit mit unbedeutenden Szenen verschwendet werde. Die Fortsetzung nehme sich viel zu ernst und ziehe die recht einfache Prämisse mit unnötigen Nebenhandlungen in die Länge, wodurch kaum Erzähltempo erstehe. Dazu fehle es auch den Actionszenen an verrückten Inspirationen – es gebe Action der Action willen, aber ohne Sinn – und so würden selbst diese Sequenzen mit der Zeit zunehmend redundant werden. Der Zuschauer werde nur noch von einem Schauplatz zum nächsten geführt, wo es zwar immer wieder neue Gimmicks gäbe, sich aber kaum Einsätze der Geschichte auszahlen würden. So kommt Bramesco zu dem Schluss, dass Fans des ersten John-Wick-Films, die diesen für seine brutale Dynamik mochten, hier nur noch einen schwerfälliges, verdummendes Finale vorfinden würden.

### Einspielergebnis
Am Startwochenende konnte John Wick: Kapitel 4 mit einem Einspielergebnis von rund 73,5 Millionen US-Dollar die Spitzenposition der US-amerikanischen Kino-Charts belegen und mit weltweiten Einnahmen in Höhe von 137,5 Millionen US-Dollar den finanziell erfolgreichsten Kinostart innerhalb der John-Wick-Filmreihe verzeichnen. Auch in Deutschland erreichte die Fortsetzung mit 465.000 Kinobesuchern den ersten Platz der Kino-Charts. Die weltweiten Einnahmen aus Kinovorführungen belaufen sich auf 440,1 Millionen US-Dollar, von denen John Wick: Kapitel 4 allein 187,1 Millionen im nordamerikanischen Raum erwirtschaften konnte. Damit handelt es sich um den finanziell erfolgreichsten Film innerhalb der John-Wick-Reihe. In Deutschland verzeichnete die Fortsetzung insgesamt rund 1,7 Millionen Kinobesucher, durch die sie rund 19,4 Millionen Euro einspielen konnte.

### Auszeichnungen
Art Directors Guild Awards 2024
- Nominierung für das Beste Szenenbild in einem zeitgenössischen Film (Kevin Kavanaugh)[73]

Astra Film Awards 2024
- Auszeichnung als Bester Actionfilm
- Auszeichnung mit dem „Spotlight Award“
- Auszeichnung für den Besten Schnitt (Nathan Orloff)
- Auszeichnung für die Besten Stunts[74]

Chicago Film Critics Association Awards 2023
- Nominierung für den Besten Schnitt (Nathan Orloff)

Critics’ Choice Super Awards 2024
- Auszeichnung als Bester Actionfilm
- Nominierung als Bester Schauspieler in einem Actionfilm (Keanu Reeves)
- Nominierung als Bester Schauspieler in einem Actionfilm (Donnie Yen)
- Nominierung als Beste Schauspielerin in einem Actionfilm (Rina Sawayama)[75]

Golden Globe Awards 2024
- Nominierung als Cinematic and Box Office Achievement

Golden Reel Awards 2024
- Nominierung für den Besten Tonschnitt – Effekte und Foley[76]

Hollywood Critics Association Midseason Film Awards 2023
- Auszeichnung für die Besten Stunts
- Nominierung als Bester Film
- Nominierung für die Beste Regie (Chad Stahelski)[77]

MTV Movie & TV Awards 2023
- Nominierung für den Besten Kampf (Keanu Reeves gegen alle)[78]

National Board of Review Awards 2023
- Auszeichnung für die Besten Stunts (Chad Stahelski, Stephen Dunlevy & Scott Rogers)[79]

Online Film Critics Society Awards 2024
- Auszeichnung für die Beste Stuntkoordination[80]

People’s Choice Awards 2024
- Nominierung als Bester Actionfilm
- Nominierung als Bester Darsteller (Keanu Reeves)
- Nominierung als Bester Darsteller in einem Actionfilm (Keanu Reeves)[81]

Saturn-Award-Verleihung 2024
- Nominierung als Bester Action- oder Abenteuerfilm
- Nominierung als Bester Hauptdarsteller (Keanu Reeves)
- Nominierung für den Besten Schnitt (Nathan Orloff)
- Nominierung für das Beste Szenenbild (Kevin Kavanaugh)

Screen Actors Guild Awards 2024
- Nominierung als Bestes Stuntensemble

VES Awards 2024
- Nominierung für die Besten unterstützenden visuellen Effekte in einem fotorealistischen Spielfilm
- Nominierung für die Beste erschaffene Umgebung in einem fotorealistischen Spielfilm
- Nominierung für das Beste Compositing und die beste Beleuchtung[82]

## Fortsetzung
Im August 2020 verkündete Lionsgate-CEO Jon Feltheimer, dass am Drehbuch zu John Wick: Kapitel 5 gearbeitet werde. Die Dreharbeiten sollten ursprünglich back-to-back mit denen des vierten Teils erfolgen, konnten aufgrund der COVID-19-Pandemie allerdings nicht realisiert werden. Im Zuge der Veröffentlichung von John Wick: Kapitel 4 erklärte Regisseur Chad Stahelski schließlich, dass er und Hauptdarsteller Keanu Reeves vorerst mit den John-Wick-Filmen abgeschlossen hätten und eine Pause einlegen würden, zukünftig aber von weiteren Fortsetzungen nicht abgeneigt seien. Die Arbeiten am Drehbuch zu einem fünften John-Wick-Film bestätigte Lionsgate-Funktionär Joe Drake im Mai 2023. Bereits vor dessen Veröffentlichung hatte Reeves einen Auftritt im Spin-off Ballerina, das im Juni 2025 veröffentlicht wurde. Im selben Jahr geht ebenso ein Ableger über den von Donnie Yen verkörperten Auftragsmörder Caine in Produktion.
Neben einer direkten Fortsetzung arbeitet Lionsgate auch an einer Spin-off-Serie mit dem Titel John Wick: Under The High Table, die nach den Ereignissen von John Wick: Kapitel 4 spielen soll. Als Drehbuchautor fungiert Robert Levine, während Chad Stahelski die Pilotfolge inszenieren wird.